# Iván Ares
Rubén Iván Ares Roel (Cambre, 5 de marzo de 1985) es un piloto de rally español. Fue campeón de España de la disciplina en 2017 ( Asfalto ) y en 2021 ( Tierra )  y campeón de Galicia en 2011 y 2014.
Debutó como piloto de kartcross en 2001 logrando el campeonato gallego de la modalidad en 2004, 2005 y 2011 y el subcampeonato de España en 2005 y 2006. En esos años participó en dos pruebas de Galicia y Asturias como copiloto y luego saltó a los rallys definitivamente como piloto ganando el Volante RACC Galicia Júnior en 2007.

## Trayectoria
Debutó como piloto de rally en el Rally Cidade de Narón en 2006 a bordo de un Fiat Punto HGT con un abandono como resultado. Luego participó en el Rally Botafumeiro con un Peugeot 206 XS. Al año siguiente realiza la temporada completa del campeonato gallego con el 206 logrando como mejor resultado un segundo puesto en el Rally Ourense-Baixa Limia, su primer podio en el certamen. Logró además adjudicarse el Volante RACC Galicia. Al año siguiente debuta en el campeonato de España disputando casi todas las pruebas del calendario. Su mejor resultado fue un décimo quinto en el Rally Sierra Morena. Al año siguiente participa solo en el Sur do Condado con el Mitsubishi Lancer Evo VIII y en el Rally de Ferrol del nacional logrando el cuarto puesto. En 2010 afronta de nuevo el campeonato gallego pero suma varios abandonos y solo consigue finaliza en el Rally do Cocido con un tercer puesto y en el Rally San Froilán con un segundo.

### 2011: Campeón gallego

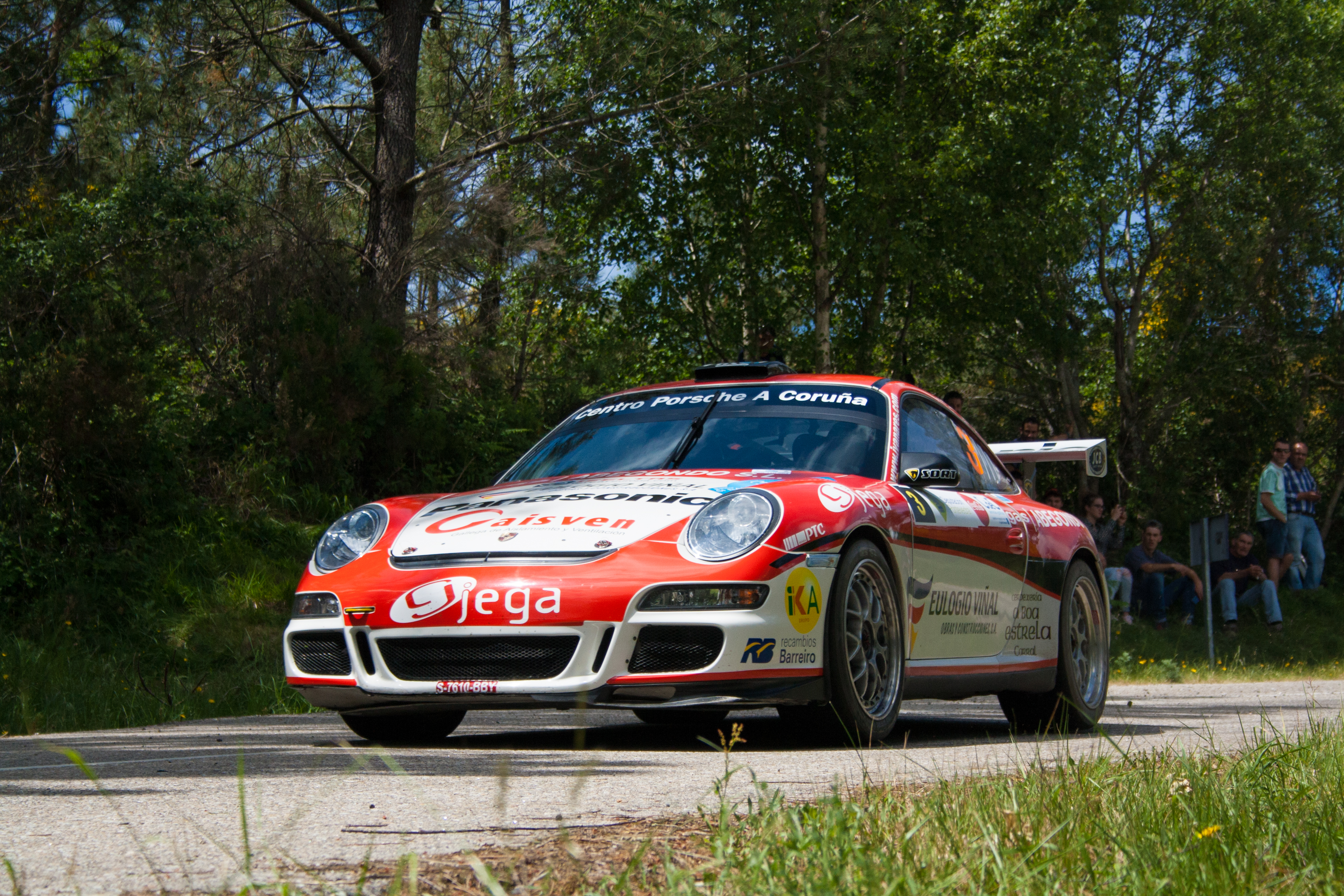
Ares con el Porsche 997 GT3 con el que participó en el campeonato gallego logrando sus dos títulos y varias victorias.

En 2011 logra su primera victoria en el certamen regional con un triunfo en el Rally do Cocido. Repetiría puesto en Noia y luego de tres podios (Ulloa, Narón y San Froilán) cambia de montura de cara el Rally Serra de Groba donde se inscribe con un Porsche 997 GT3 RS 3.6 logrando la victoria. En la última cita, el Botafumeiro logra un nuevo podio, siendo segundo por detrás de Víctor Senra. Estos resultados le permiten proclamarse campeón gallego de rally por primera vez. Al año siguiente afronta de nuevo el campeonato con el Porsche logrando resultados más modestos, siendo sus mejores posiciones tres segundos puestos en Narón, Sur do Condado y Ribeira Sacra. Terminó el año clasificado en el cuarto puesto del certamen. Participa en tres pruebas del nacional sumando dos abandonos (Canarias y Rias Baixas) y repite cuarto puesto en Ferrol.
En la temporada 2013 mantuvo una lucha con Luis Vilariño por el título gallego. Ares vence en Serra da Groba, Ulloa y Sur do Condado, y suma demás cuatro segundos puestos. Sin embargo el abandono en el Ribeira Sacra, donde Vilariño fue segundo, y la posterior cancelación del Botafumeiro le impiden luchar por el título hasta el final. Al año siguiente logra una temporada casi redonda, siendo primero en todas la pruebas salvo en el Botafumeiro donde fue segundo. De esta manera consigue su segundo título gallego casi sin oposición.
En 2015 da el salto al campeonato de España con un programa completo, mientras que el gallego solo acude a cuatro citas, pero venciendo en las cuatro. En el nacional logra su primer podio con un tercer puesto en el Villa de Adeje. Se sube de nuevo al podio en el Sierra Morena y el Rías Baixas y luego en Ourense, consigue su primera victoria. Solo unos días después en Ferrol repite hazaña sumando su segundo triunfo nacional. Un tercer y cuarto puesto en las dos pruebas asturianas y de nuevo la victoria en la última cita, el Rally Comunidad de Madrid le permiten hacerse con el subcampeonato de España.
En 2016 disputa las dos primeras citas del campeonato gallego, Noia y Cocido con sendas victorias, pero luego decide abandonar el certamen después de que la Federación Gallega de Automovilismo decide limitar la potencia de los Porsche con la colocación de una brida en el turbo. En el certamen nacional disputa varias pruebas con distintas monturas: Canarias y Adeje con un Ford Fiesta R5; Ferrol y Ourense con el Porsche; Princesa de Asturias con el Škoda Fabia R5 logrando la victoria y Llanes con el Subaru BRZ.

### 2017: Campeón de España

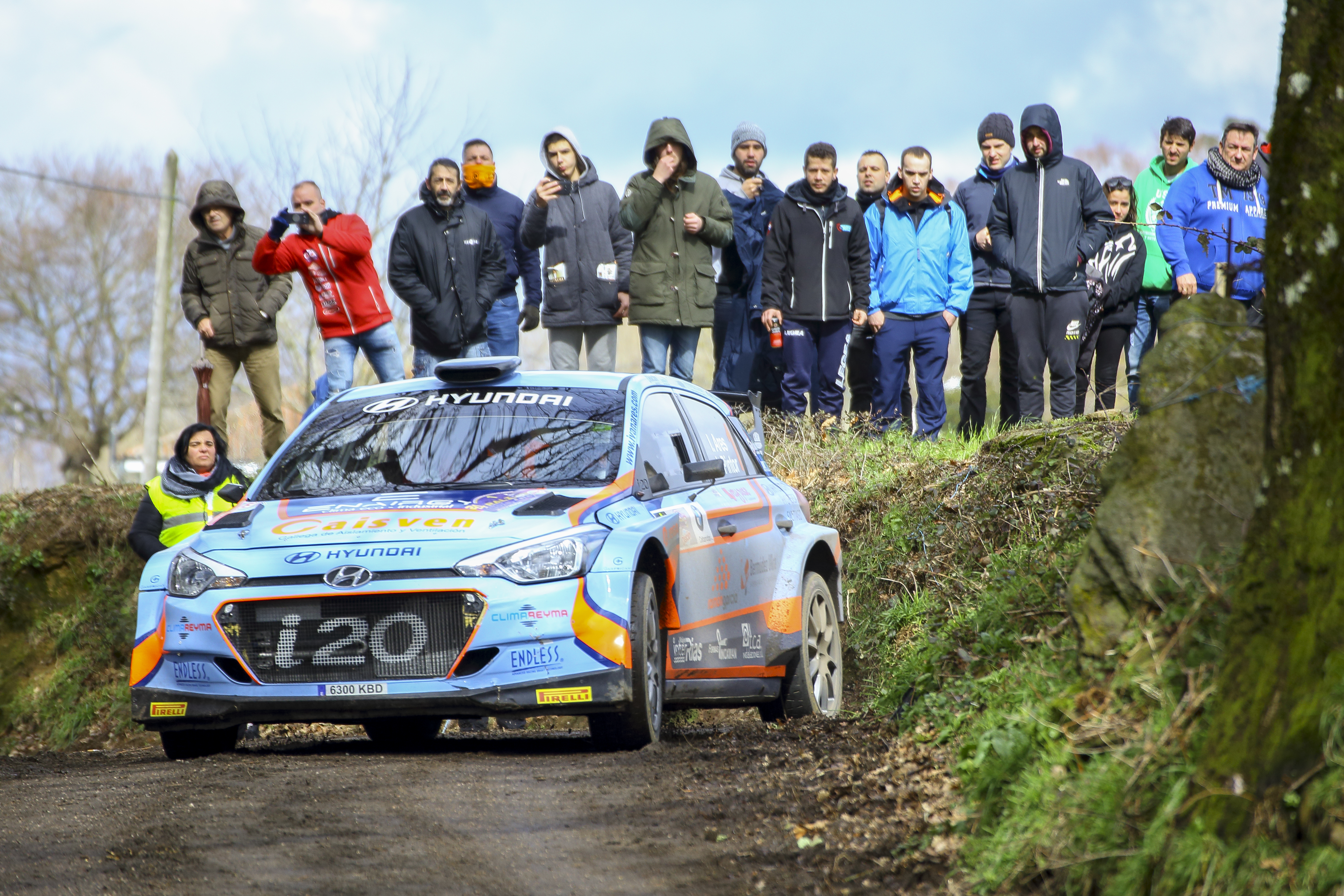
Ares en el Rally do Cocido de 2018 con el Hyundai i20 R5, vehículo con el que lograría el campeonato de España en 2017.

En 2017 adquiere un Hyundai i20 R5 con el que afronta el campeonato de España la completo. Se sube al podio en las cuatro primeras citas del año y luego vence en las cinco siguientes: Ferrol, Princesa de Asturias, Llanes, Cantabria, donde se asegura el título nacional matemáticamente, y Mediterráneo para terminar el año con un tercer puesto en Madrid que le permite alzarse con el campeonato de España por primera vez. 

### 2018-2019: Hyundai
En 2018 con el apoyo de Hyundai afronta de nuevo el nacional logrando la victoria en la primera cita, el Rally do Cocido. Es cuarto en el Sierra Morena tras una mala elección de neumáticos y vuelve a subirse al podio en Canarias, donde es tercero y es segundo en Adeje por delante de Fuster, con quien se encontraba en la lucha por liderar el campeonato. En Ourense vence el alicantino pero luego falla en Ferrol y en Oviedo, donde Ares consigue un tercer y segundo puesto. El podio en el Princesa le permite al de Hyundai hacerse más líder en el campeonato y se proclama por segundo año ganador de la FIA Iberian Rally Trophy.
Por segundo año consecutivo afronta el campeonato de asfalto con el apoyo de Hyundai. Su primera cita del año es el Rally de La Coruña donde repite el triunfo alcanzado el año anterior y la primera carrera del nacional es el Sierra Morena, prueba donde vence Pepe López mientras que Ares finaliza en la segunda posición. En el Islas Canarias sustituye a su habitual copiloto José Antonio Pintor por David Vázquez, con el que logra un segundo puesto. En Adeje con la ausencia de Pepe López se alza con la primera victoria y se sitúa líder del campeonato. En Ourense sin embargo sufre una avería que lo obliga abandonar aunque en el Cocido vuelve a vencer recuperando el primer puesto tras el abandono de Pepe por una salida de pista.
En septiembre acude a Maggiora (Italia) para participar en la última cita del Campeonato de Europa de Kart Cross. Logró la victoria a los mandos de un Semog Bravo con el que partió desde la segunda fila de la parrilla de salida y aprovechándose de un error dos rivales que partían por delante de él.

## Resultados completos

### Campeonato de Europa
| Año  | Equipo                   | Vehículo       | 1      | 2     | 3     | 4   | 5     | 6   | 7   | 8   | 9   | 10  | Posición | Puntos |
| ---- | ------------------------ | -------------- | ------ | ----- | ----- | --- | ----- | --- | --- | --- | --- | --- | -------- | ------ |
| 2016 | Peña Autocross Arteixo   | Ford Fiesta R5 | CAN 21 | COI   | GRE   | AZO | YPR   | EST | RZE | ZLÍ | LIE | CYP | -        | 0      |
| 2017 | Yacar Racing             | Hyundai i20 R5 | POR    | ESP 4 | GRE   | CYP | POL   | CZE | ITA | LVA |     |     | 21º      | 19     |
| 2018 | Hyundai Motor España     | Hyundai i20 R5 | POR    | ESP 8 | GRE   | CYP | ITA   | CZE | POL | LVA |     |     | 33º      | 4      |
| 2019 | Hyundai Motor España     | Hyundai i20 R5 | POR    | ESP 6 | LVA   | POL | ITA   | CZE | CYP | HUN |     |     | 27º      | 13     |
| 2020 | Hyundai Ares Racing Team | Hyundai i20 R5 | ITA    | LVA   | POR 2 | HUN | ESP 3 |     |     |     |     |     | 4º       | 59     |

### Campeonato de España
| Año  | Equipo                   | Vehículo                | 1       | 2     | 3       | 4       | 5     | 6       | 7       | 8      | 9      | 10      | 11     | Posición | Puntos |
| ---- | ------------------------ | ----------------------- | ------- | ----- | ------- | ------- | ----- | ------- | ------- | ------ | ------ | ------- | ------ | -------- | ------ |
| 2008 | RACC Motorsport          | Peugeot 206 XS          | VIL Ret | CNR   | CAN 25  | RBX 23  | OUR   | FRR Ret | PRI 17  | VLL    | SRM 15 | CBR 21  | SHA 13 |          |        |
| 2009 | RMC Motorsport           | Mitsubishi Lancer Evo X | VIL     | CNR   | CAN     | RBX     | OUR   | FRR 4   | PRI     | VLL    | SRM    | CBR     | SHA    |          |        |
| 2012 | Iván Ares                | Porsche 997 GT3 RS 3.6  | CNR Ret | CAN   | RBX Ret | ORN     | FRR 4 | PRA     | VLL     | SRM    | RCM    |         |        |          |        |
| 2015 | Peña Autocross Arteixo   | Porsche 997 GT3 RS 3.6  | VDA 3   | CNR 4 | SMO 2   | RBX 2   | OUR 1 | FER 1   | PDA 3   | LLA 4  | MAD 1  |         |        | 2º       | 256,5  |
| 2016 | Peña Autocross Arteixo   | Ford Fiesta R5          | CNR 18  | ADE 2 | SMO     |         |       |         |         |        |        |         |        | 9º       | 126,5  |
| 2016 | Peña Autocross Arteixo   | Porsche 997 GT3 RS 3.8  |         |       |         | FER 3   | CAN   | OUR 2   |         |        |        |         |        | 9º       | 126,5  |
| 2016 | Peña Autocross Arteixo   | Škoda Fabia R5          |         |       |         |         |       |         | PDA 1   |        |        |         |        | 9º       | 126,5  |
| 2016 | RACE                     | Subaru BRZ              |         |       |         |         |       |         |         | LLA 17 | MED    | MAD     |        | 9º       | 126,5  |
| 2017 | Yacar Racing             | Hyundai i20 R5          | SMO 3   | ECI 2 | ADE 2   | OUR 2   | FER 1 | PDA 1   | LLA 1   | CAN 1  | MED 1  | MAD 3   |        | 1º       | 322,8  |
| 2018 | Hyundai Motor España     | Hyundai i20 R5          | COC 1   | SMO 4 | ECI 3   | ADE 2   | OUR 2 | FER 3   | PDA 2   | LLA 2  | CAN 2  | MED 2   | MAD 2  | 2º       | 262    |
| 2019 | Hyundai Motor España     | Hyundai i20 R5          | SMO 2   | ECI 2 | ADE 1   | OUR Ret | COC 1 | FER 2   | PDA Ret | LLA 2  | CAN 2  | MED Ret | MAD 1  | 2º       | 246    |
| 2020 | Hyundai Motor España     | Hyundai i20 R5          | OUR 2   | FER 3 | PDA 3   | MED 3   |       | MAD     |         |        |        |         |        | 3º       | 122    |
| 2020 | Hyundai Ares Racing Team | Hyundai i20 R5          |         |       |         |         | CAN 1 |         |         |        |        |         |        | 3º       | 122    |

### Campeonato de España de Rally de Tierra
| Año  | Equipo                 | Vehículo          | 1   | 2   | 3   | 4   | 5   | 6       | 7   | 8       | Posición | Puntos |
| ---- | ---------------------- | ----------------- | --- | --- | --- | --- | --- | ------- | --- | ------- | -------- | ------ |
| 2007 | Peña Autocross Arteixo | Peugeot 206 XS    | GUI | LAN | LAN | OUR | PAL | MAD     | MAD | CAN Ret | -        | 0      |
| 2016 | Peña Autocross Arteixo | Peugeot 208 Proto | LOR | NAV | GAL | BIE | CER | EXT Ret | CTG | POZ     | -        | 0      |

### S-CER
| Año  | Equipo               | Automóvil            | 1       | 2     | 3       | 4       | 5       | 6     | 7      | 8       | 9     | 10    | 11  | 12    | 13    | Posi. | Puntos |
| ---- | -------------------- | -------------------- | ------- | ----- | ------- | ------- | ------- | ----- | ------ | ------- | ----- | ----- | --- | ----- | ----- | ----- | ------ |
| 2021 | Hyundai Motor España | Hyundai i20 R5       | SMO Ret | LOR 4 | ADE Ret | TDA 2   | OUR 2   | FER 1 | PDA    | LLA 1   | MAD 2 | POZ 2 | MED | CAN 3 | LEO 1 | 3º    | 229    |
| 2022 | Hyundai Motor España | Hyundai i20 N Rally2 | LOR 2   | SMO 2 | POZ Ret | OUR Ret | PDA Ret | LLA 3 | NUC 22 | ADE Ret |       |       |     |       |       | 6º    | 94     |
| 2023 | Hyundai Motor España | Hyundai i20 N Rally2 | SMO 3   | LOR 4 | CAN 3   | OUR 2   | PDA     | LLA   | CAT    | MED     | POZ   |       |     |       |       | 2º    | 112    |

### Campeonato de Galicia
| Año  | Equipo                 | Automóvil                  | 1       | 2       | 3       | 4       | 5       | 6       | 7       | 8       | 9     | Pos. | Puntos |
| ---- | ---------------------- | -------------------------- | ------- | ------- | ------- | ------- | ------- | ------- | ------- | ------- | ----- | ---- | ------ |
| 2009 |                        | Mitsubishi Lancer Evo VIII | CDU     | COC     | RDN     | ALB     | CDN     | SDC Ret | LUG     | OBL     | BOT   |      |        |
| 2010 | Ferralla Lois          | Mitsubishi Lancer Evo VIII | CDU Ret | COC 3   | RDN Ret | CDN Ret | SDC Ret | LUG 2   | OBL Ret | BOT     |       | 7º   | 440    |
| 2011 | Escudería Lalín-Deza   | Mitsubishi Lancer Evo VIII | COC 1   | RDN 1   | CDU 2   | CDN 2   | SDC 5   | LUG 3   | OBL 6   |         |       | 1º   | 1861   |
| 2011 | Escudería Lalín-Deza   | Porsche 997 GT3 RS 3.6     |         |         |         |         |         |         |         | SDG 1   | BOT 2 | 1º   | 1861   |
| 2012 | Escudería Lalín-Deza   | Porsche 997 GT3 RS 3.6     | COC     | RDN Ret | CDU 4   | CDN 2   | SDC 2   | LUG 13  | RBS 2   | BOT Ret |       | 4º   | 857    |
| 2013 | Escudería Lalín-Deza   | Porsche 997 GT3 RS 3.6     | SDG 1   | RDC 2   | RDN Ret | ULL 1   | CDN 2   | SDC 1   | LUG 2   | RBS Ret |       | 2º   | 1447   |
| 2014 | Escudería Lalín-Deza   | Porsche 997 GT3 RS 3.6     | RDC 1   | RDN 1   | BOT 2   | CDN 1   | SDC 1   | ULL     | LUG 1   | RBS 1   | ETV   | 1º   | 525    |
| 2015 | Peña Autocross Arteixo | Porsche 997 GT3 RS 3.8     | RDC     | NOI     | NAR     | SDC     | RDC 1   | CDU 1   | SFR 1   | RBS 1   |       |      |        |
| 2016 | Peña Autocross Arteixo | Porsche 997 GT3 RS 3.8     | NOI 1   | COC 1   | EUR     | NAR     | SDC     | SFR     | RBS     | CDU     |       |      |        |
| 2017 | Yacar Racing           | Porsche 997 GT3 RS 3.6     | COR 3   | COC     | NOI     | CDN     | SDC     | OUR     | FRO     |         |       |      |        |
| 2018 | Ares Racing            | Hyundai i20 R5             | RDC 1   | NOI     | RBX     | NAR     | SDC     | BOT     | RBS     | SFR     | CDU   | 21º  | 245    |
| 2019 | Ares Racing            | Hyundai i20 R5             | RDC 1   | NOI     | RBX     | NAR     | SDC     | BOT     | RBS     | SFR     | MAL   | NC   | 245    |
| 2022 | Ares Racing            | Hyundai i20 N Rally2       | RDC 1   | NOI     | MAL     | PON     | SDC     | TIZ     | RBS     | SFR     | RRA   | -    | 0      |

| Predecesor: Cristian García Martínez | Campeón de España de Rally 2017  | Sucesor: Miguel Ángel Fuster |
| Predecesor: Alberto Meira            | Campeón de Galicia de Rally 2011 | Sucesor: Pedro Burgo         |
| Predecesor: Luis Vilariño            | Campeón de Galicia de Rally 2014 | Sucesor: Alejandro Pais      |